# أيهم أوسو
أيهم هانز أوسو (من مواليد 9 يناير 2000)، لاعب كرة قدم عربي سوري محترف يلعب كمدافع لفريق قادش على سبيل الإعارة من سلافيا براغ. ولد في السويد، ويلعب مع منتخب سوريا ويلقب بالصخرة الفولاذية.

## روابط خارجية
- أيهم أوسو على موقع الاتحاد الأوربي (الإنجليزية)
- أيهم أوسو على موقع اتحاد السويد (السويدية)
- أيهم أوسو على موقع قاعدة بيانات كرة القدم.إي يو (الإنجليزية)
- أيهم أوسو على موقع ناشيونال فوتبول تيمز (الإنجليزية)
- أيهم أوسو على موقع Soccerway.com (الإنجليزية)